# Starkowo
Starkowo [pronunciación en polaco: /starˈkɔvɔ/] (en alemán: Starkow) es un pueblo en el distrito administrativo de Gmina Trzebielino, dentro del Distrito de Bytów, Voivodato de Pomerania, en el norte de Polonia. Se encuentra aproximadamente 5 kilómetros al noreste de Trzebielino, 27 kilómetros al noroeste de Bytów, y 100 kilómetros al oeste de la capital regional, Gdańsk.
Para más detalles de la historia de la región, véase Historia de Pomerania.
El pueblo tiene una población de 334 habitantes.